# Páls saga byskups
Páls saga byskups es una de las sagas de los obispos que trata sobre la figura de Páll Jónsson (m. 1211), sobrino y sucesor de Torlak de Islandia, obispo de Skálholt entre 1195 y 1211. Páll era un hombre bien educado, miembro del clan familiar de los Oddaverjar y un importante líder de la iglesia católica; la saga ofrece buena cuenta de sus logros y acontecimientos importantes en Islandia a lo largo de su vida. Páll dispuso un sarcófago de piedra en el que su cadáver finalmente fue depositado tras su muerte; este sepulcro de piedra fue descubierto durante unas excavaciones en Skálholt en 1954.  